# 戸太町
戸太町（とだまち）は、1895年（明治28年）10月から1901年（明治34年）4月1日まで存在した神奈川県久良岐郡の町。本項では前身となった戸太村についても述べる。

## 概要
神奈川県久良岐郡北部の町。現在の神奈川県横浜市西区、南区にまたがる。
明治初期段階の横浜の既存市街地の西に隣接する区域を領域とした。合併以前の旧村を引き継ぎ、市街地西方の高台（地形分類上は洪積台地）北半の戸部（旧戸部町）、南半の太田（旧太田村）を中心に、南部、大岡川河口部の吉田新田、北部、帷子川河口部の平沼新田および尾張屋新田の5大字から成っていた。元は東海道の本道から外れた農村であったが、横浜港の開港後、横浜市街の拡大とともに各旧村にも市街化の波が及び、下の「沿革」の節に見るように明治初年までに市街化した区域には野毛町、伊勢町、平沼町、黄金町、伊勢佐木町などの新町が順次起立した。それらの区域および戸部町のうち既に市街化していた横浜道沿いの区域は1878年（明治11年）の郡区町村編制法により横浜区に組み込まれ、1889年（明治22年）の市制施行により横浜市となった。同年の町村制施行で戸太村となったのは、この時点でまだ既存市街地に組み入れられていなかった区域である。しかし間もなくこの区域にも都市化は波及し、1895年（明治28年）に町制を施行して戸太町となり、1901年（明治34年）に横浜市に編入された。

## 歴史

### 村名の由来
旧戸部町の「戸」と旧太田村の「太」を合わせて「戸太村」となった。

### 沿革
- 1873年（明治6年）5月1日
  - 区番組制の施行により、戸部町、尾張屋新田、平沼新田が、伊勢町（のちの横浜区）とともに第1区2番組に、太田村が第1区4番組になる。
  - 平沼新田の一部から平沼町が起立。
- 1874年（明治7年）6月14日 - 大区小区制の施行により、戸部町、尾張屋新田が、野毛町、宮崎町、平沼町、岡野町（のちの横浜区）、橘樹郡芝生村（のちの神奈川町）とともに第1大区3小区となる。
- 1878年（明治11年）12月1日 - 郡区町村編制法により、大区小区を廃して橘樹郡、久良岐郡並びに各町村を復活。横浜の市街地区域の久良岐郡からの独立に伴い、すでに町屋が形成されていた平沼町、戸部町の一部、吉田新田の一部（北一 - 四ッ目、南一 - 三ッ目）が横浜区に編入。
- 1889年（明治22年）4月1日 - 町村制の施行により、太田村、尾張屋新田の全域、戸部町、平沼新田、吉田新田の残部（北五 - 七ッ目、南四 - 七ッ目）が合併して戸太村が成立。戸部町は横浜市戸部町と戸太村大字戸部に分かれる。
- 1895年（明治28年）7月1日 - 戸太村が町制施行して戸太町となる。
- 1901年（明治34年）4月1日 - 横浜市に編入。同日戸太町廃止。旧横浜市内の町名と区別するため、大字戸部が西戸部町、大字平沼新田が西平沼町、大字太田が南太田町、大字吉田新田が南吉田町にそれぞれ改称。大字尾張屋新田も尾張屋町に改称。
- 1927年（昭和2年）10月1日 - 横浜市が区制を施行。西平沼町、尾張屋町が神奈川区に、西戸部町、南太田町、南吉田町が中区になる。
- 1928年（昭和3年）9月1日 - 尾張屋町が西平沼町に編入。
- 1943年（昭和18年）12月1日
  - 横浜市神奈川区の戸部警察署管内が中区に編入。西平沼町が中区となる。
  - 横浜市中区の寿警察署、大岡警察署管内が分区して南区を新設。南太田町、南吉田町および分立した町の大部分が南区になる。
- 1944年（昭和19年）4月1日 - 横浜市中区の戸部警察署管内が分区して西区を新設。西戸部町、西平沼町および分立した各町、および南太田町から分立した東ヶ丘、霞ヶ丘、赤門町（字2丁目）が西区となる。元の南太田町のうち赤門町（字1丁目）のみ中区に残存。

## 交通

### 鉄道路線
- 国有鉄道（現JR東日本）
  - 東海道線（現東海道本線） - 町域内に開設された駅はない[1]。

国有鉄道の平沼駅（廃駅）、京浜電気鉄道（現京浜急行電鉄）本線の平沼駅（廃駅）、戸部駅、湘南電気鉄道（現京浜急行電鉄）の南太田駅、および横浜電気鉄道（のちに横浜市電）は、当町廃止時点で未開業。